# Grad Blagovica
Grad Blagovica (nemško Glogowiez) je bil stolpast srednjeveški grad, ki je stal v  vasi Blagovica pri Lukovici v dolini Črnega grabna po katerem je tekla prastara povezava med Kranjsko in Štajersko deželo.  Grad je bil zgrajen v 13. stoletju, porušen pa v začetku 16. stoletja oziroma leta 1511 v takratnem katastrofalnem potresu.  Stal naj bi na mestu sedanje farne cerkve Sv. Petra. Danes ni ohranjenih niti razvalin.  

## Zgodovina
Grad in gospostvo pod imenom Glogowiez se v listinah prvič posredno omenja od leta 1273, in so ga upravljali blagoviški vitezi, ministeriali oglejskih patriarhov. Tega leta se namreč omenja vitez Bartold »de Loggewitz«. Kasneje v darovnicah Stiškemu samostanu zasledimo vrsto blagoviških vitezov, Hainz (de Glogwiz)(1278), Henrika (1288,1300) (Hertleina), Pilgrima, Frica, brata Viljema (1319, 1338) in Tomaža (1324, 1326, 1334), in Alberta (1326, 1338), vendar ni jasno, če so imeli z Blagovico kaj več kot le ime. Med letoma 1278 in 1289 se v listinah pojavlja vitez Herman Blagoviški. Leta 1340 se omenja Gundacher pl. Blagoviški.  Med letoma 1327 in 1345 se omenjata brata Otokar in Nikolaj Blagoviška, ki sta imela tudi pečat in verjetno bila mlajša brata ali sinova Gundacherja. Kot patriarhov vazal je v letih 1353 in 1357 omenjen vitez Nikolaj pl. Blagoviški (Nikel von Glogowitz). Otokar pl. Blagoviški (»Ottacharus de Glogowicz«)  pa je bil župnik v Dobrniču, naddiakon Kranjske in Slovenske marke, župnik v Mengšu in kaplan v Krašnjah. Leta 1352 je izpričan kot kaplan freisinškega škofa in kot župnik v Kamniku.  Z bratom Nikolajem sta iz grajske kapele ustanovila stalno kaplanijo z lokalnim kaplanom. Nikolaj pl. Blagoviški je umrl v prekomorski odpravi in ni imel moškega potomca. Njegov brat župnik Otokar je večino posesti podaril cerkvenim ustanovam, predvsem samostanu klarisinj v Škofji Loki. Preostalo posest je kot mož ene od hčera Nikolaja podedoval Janez Novograjski s Krasa, in sicer že po njeni smrti.
Grad je kot stolp omenjen v letu 1369, ko ga je Janez pl. Novograjski (Hans von Newenhaus) prodal Iwanusu iz Ribnika. V tem času se začnejo pojavljati vitezi iz Blagovice ali pa iz vasi Glogovice, ki pa tam ne živijo na kar kaže izraz »Glogowitzer« in sicer Ivan 1393 in Peter 1424 ter Pavel 1425. Grad Blagovica je z dedovanjem prišel v last Turjaških oziroma Elizabete Turjaške in njenega sina Herberta pl. Turjaškega, deželnega upravitelja na Kranjskem, ki sta ga nato leta 1414 zastavili vdovi Ani Gallenberg z Ostrega vrha in njenemu sinu Viljemu.  Od leta 1451 je grad in gospostvo posedoval fevdnik Celjskih grofov Peter pl. Obračan, ki je grad v Blagovici (»turn Glogowitz«) pridobil po svoji ženi Barbari. Leta 1471 so grad brezuspešno oblegali Turki. Od leta 1506 je Erazem sin Krištofa pl. Obračan grad in gospostvo zastavil svojemu svaku Lenartu pl. Raumschüsselu s Šeneka.  V lasti te rodbine je bilo gospostvo očitno vse do 1658, saj je Ivan Seigfried Raumschüssel z Belneka še leta 1647 prodal neko kmetijo v Blagovici. Leta  1511 je grad porušil potres in grad ni bil več obnovljen. 
Gospostvo je leta 1658 kupil Matej Henrik Schweiger pl. Lerchenfeld, tajnik deželne vlade, in bila v lasti te rodbine do leta 1810, ko ga je od barona Franca Jožefa Schweigerja kupil dr. Janez Burger, graščak na Brdu pri Lukovici  in ga združil s tamkajšnjim gospostvom. Leta 1810 je h gospostvu spadalo le še 13 kmetij.